# Мобильный эквайринг

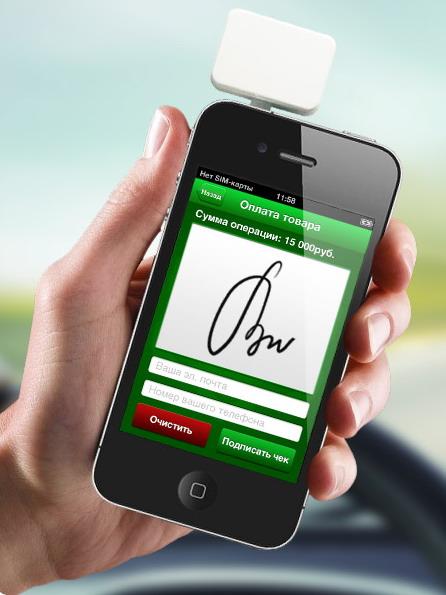
Смартфон с подключённым mPOS-терминалом

Мобильный эква́йринг (англ. mobile acquiring) — технология 2013 года, по оплате чего-либо банковской картой через mPOS-терминал, подключенный к смартфону или планшету.
В рамках мобильного банкинга входит в систему безналичных расчетов наряду с банковскими картами, системами онлайн-банкинга и электронных валют.
По мнению Евстратова и Бережновой (2013) за счет мобильного эквайринга «безналичные расчеты становятся доступными во всех сферах деятельности» ввиду его относительной экономичности.
Технология была разработана в США в рамках проекта Square.
Платёжные системы имеют свои программы сертификации компаний, осуществляющих прием безналичных платежей. У MasterCard есть глобальный список сертифицированных mPOS-провайдеров — Mobile POS Self-certified Solution Providers, соответствующих их требованиям. А для получения статуса VisaReady требуется уже более тщательное тестирование и аудит.
При проведении любой операции снимается комиссионный процент в диапазоне от 2,5 % до 2,75 % (он может меняться в зависимости от тарифной политики банков — «Райффайзенбанк», Сбербанк, ВТБ — 2,75 %, Владпромбанк — 2,5 %). Основную сумму получает банк-эмитент, выпустивший банковскую карту, затем свой процент берет банк-эквайер, который осуществляет весь процессинг, VISA и MasterCard и комиссия сервиса, предоставляющего данную услугу.
Культура оплаты банковской картой в России продолжает развиваться. По данным Центробанка, на 1 июля 2014 года было выпущено 220,6 млн. пластиковых карт, то есть на каждого гражданина РФ, включая младенцев, уже приходится по 1,54 карты.
По состоянию на сентябрь 2014 года рынок mPOS составляет менее 1 % рынка классических POS-терминалов, но потенциал у него огромный. По данным Центробанка, за последние 2 года[когда?] объём операций по оплате товаров и услуг вырос в 2,5 раза.